# Cinachyra
Genre
Cinachyra est un genre d'éponge marine appartenant à la famille des Tetillidae. Plusieurs de ces espèces ont été remarquées pour leur ressemblance externe avec la structure d'une balle de golf.

## Liste d'espèces
Selon World Register of Marine Species (13 mai 2016) :
- Cinachyra antarctica (Carter, 1872)
- Cinachyra barbata Sollas, 1886
- Cinachyra helena Rodriguez & Muricy, 2007